# プロム (ミュージカル)
『プロム』（The Prom）は、ジャック・ヴィアテルのオリジナル・コンセプトを基に、マシュー・スクラー作曲、チャド・ベゲリン作詞、ボブ・マーティンおよびチャド・ベゲリン脚本によるアメリカ合衆国のミュージカル。物語は保守的なインディアナ州エッジウォーターを舞台に、プロムにガールフレンドを連れていくことを禁じられた高校生のレズビアン・カップルのエマ＆アリッサを助けるためにかつて名声を受けたブロードウェイの4人の俳優たちが集結する様子を中心に描かれる。
2016年にジョージア州アトランタにあるアライアンス・シアターで試験興行が行われ、2018年10月23日にブロードウェイにあるロンゲイカー・シアターにてプレビュー公演が開幕した。11月15日に初日を迎え、2019年8月11日にクローズするまで23回のプレビューと309回の公演が実施され、ミュージカル作品賞を始めトニー賞６部門にノミネートされた。
2020年12月11日、Netflixにてライアン・マーフィー監督による映画『ザ・プロム』が公開された。

## 背景
2010年、コンスタンス・マクミランはミシシッピ州イタワンバ郡にあるイタワンバ農業高校の生徒であった。マクミランはシニア・プロムにタキシードを着てガールフレンドを連れて行こうとするが、教育委員会から禁じられた。マクミランは教育委員会に抗議するが、その年のシニア・プロム自体を中止にされてしまった。マクミランとアメリカ自由人権協会(ACLU)は教育委員会を訴え、連邦裁判所はマクミランのアメリカ合衆国憲法修正第1条の権利を侵害しているとしてイタワンバ郡教育委員会を有罪とした。しかし裁判官はプロムを差し戻すことはしなかった。
最終的に教育委員会はマクミランのプロム出席を認めたが、地元のカントリー・クラブで行なわれたプロムには7名の生徒しか出席しなかった。他の生徒の親たちは秘密裏に別のプロムを開催しており、報道陣を避けるために決して会場を明かさなかった。
グリーン・デイ、キャット・コーラ、ランス・バスなどのセレブリティがソーシャルメディアでマクミランへの支持を表明し、同性愛者差別なしでマクミランとガールフレンドがプロムに出席できるよう支援した。

## プロダクション

### アトランタ (2016年)
2016年8月18日から9月25日、ジョージア州アトランタにあるアライアンス・シアターで上演された。ケイシー・ニコロウが演出および振付、スコット・パスクが装置デザイン、アン・ロスとマシュー・パットマンが衣装デザイン、ケネス・ポスナーが照明デザイン、ピーター・ヒレンスキーが音響デザインを担当した。

### ブロードウェイ (2018年)
2018年10月23日、ブロードウェイにあるロンゲイカー・シアターにてプレビュー公演が開幕し、11月15日に本公演が開幕した。2019年8月11日、プレビュー公演23回、本公演309回上演ののち閉幕した。制作費1,350万ドルがかかったが、回収することはできなかった。

### 全米ツアー (2021年)
2021年2月よりロードアイランド州プロビデンスにて全米ツアー公演が開幕する予定となったが、新型コロナウイルス感染症の世界的流行により延期となった。11月2日にオハイオ州クリーブランドにあるプレイハウス・スクエアで開幕し、2022年9月まで20都市を巡業することとなった。

### スイス (2021年)
2021年12月11日から2022年1月16日、ル・テアトル・エンメンにてスイスドイツ語/ドイツ語版が制作された。Nico Rabenald(ドイツ語)、Andréas Härry(スイスドイツ語台詞)、Irène StraubおよびSilvio Wey(スイスドイツ語歌詞)が翻訳を行ない、インディアナ州エッジウォーターからLucerne hinterlandに変更し、4人のブロードウェイ俳優はドイツのミュージカルの街であるハンブルグ出身に変更された。

### 日本 (2021年)
2021年春、『Daiwa House Special Broadway Musical「The PROM」Produced by 地球ゴージャス』として舞台化された。3月10日 - 4月13日に東京都TBS赤坂ACTシアターで、5月9日 - 16日は大阪府フェスティバルホールで公演予定であったが、大阪公演は新型コロナウイルスの影響で全公演中止になっている。
キャスト
- エマ：葵わかな
- アリッサ：三吉彩花
- D.D.アレン：大黒摩季、草刈民代、保坂知寿 ※トリプルキャスト
- アンジー：霧矢大夢
- ホーキンス校長：佐賀龍彦（LE VELVETS）、TAKE（Skoop On Somebody）※Wキャスト
- ミセス・グリーン：藤林美沙
- シェルドン：小浦一優（芋洗坂係長）
- ニック：青柳塁斗
- ケイリー：島ゆいか
- シェルビー：MARIA-E
- ケビン：百名ヒロキ
- バリー・グリックマン：岸谷五朗
- トレント・オリバー：寺脇康文

ほか
スタッス
- 脚本：ボブ・マーティン、チャド・ベゲリン
- 音楽：マシュー・スクラー
- 作詞：チャド・ベゲリン
- 日本版脚本・訳詞・演出：岸谷五朗
- 後援：WOWOW
- 特別協賛：大和ハウス工業
- 企画・製作：アミューズ

## あらすじ

### 第1幕
ブロードウェイにてディー・ディー・アレンおよびバリー・グリックマンが主演のミュージカル『エレノア!～エレノア・ルーズベルト物語～』が開幕する("Changing Lives")。『ニューヨーク・タイムズ』紙はディー・ディーとバリーがナルシスト的に自己陶酔し、役を理解していないと酷評し、開幕日のみ上演して閉幕してしまう。イメージアップを図り、ディー・ディーとバリーは無私無欲に見える大義を果たそうとする。ジュリアード音楽院卒業生
で不運にも『Godspell』の不公平なツアー公演に配役されたトレント・オリヴァー、20年間出演する『シカゴ』のロキシー・ハート役を目指すが万年コーラスガール役で降板したばかりのアンジー・ディッキンソンが仲間に加わる。ツイッターでの調査により、インディアナ州の10代のエマがガールフレンドをプロムに連れて行こうとしてPTAによりプロムを中止にさせられたことを知る。個人的な繋がりもあり、これを好機に4人はエマを助けにインディアナ州に向かう決意をする("Changing Lives (Reprise)")。
インディアナ州にてエマは酷いいじめを受けるが、皆が残酷なわけではないと理解し深呼吸する("Just Breathe")。エマの支持者のホーキンス校長は州検事に相談しており、プロムを開催できると信じていると語る。プロム開催について学校とPTAの会議が行なわれる。エマとホーキンス校長に前進の兆しが見えた頃、ディー・ディー、バリー、アンジー、トレントがエマを支持する抗議看板を持って押しかける。ディー・ディーは自分のことではないと言いつつ、このような行動をするのは良い人間だと語り、エマに恥をかかせる("It's Not About Me")。会議の後、エマがプロムに連れていきたいのは秘密の相手で、PTAの代表であるグリーン夫人の娘で人気のあるアリッサだと明かす。アリッサはプロムが注目されてしまったことでエマを責めて口論になるが、エマにとっても不本意でありただアリッサと一緒にいたいだけだと語る("Dance with You")。4人の俳優たちはエマのために抗議行動を起こそうとするが、モンスタートラックのイベントのハーフタイムショーしか予約できない。『Godspell』の不公平なツアー公演の出演者と共に抗議行動を起こすが("The Acceptance Song")、失敗に終わる。
その後、州検事が学校はプロムを開催すべきだと語ったことを知る。エマは俳優たちに感謝し、ホーキンス校長とディー・ディーはお祝いにアップルビーズに行く。プロムが開催されることになり、生徒たちはプロムに誘う「プロムポーズ」を始める。エマは改めてアリッサを正式にプロムに誘い、アリッサは受け入れ、共にカミングアウトを約束する("You Happened")。アップルビーズにて、ディー・ディーの大ファンであるホーキンス校長はいかに影響を与えられたかを語る("We Look to You")。バリーはエマのプロムの準備を手伝いながら、自分もプロムに行く機会がなかったと明かす。一方、街の向こうでは他の生徒たちも別のプロムの準備をしている("Tonight Belongs to You")。体育館の外にて、エマは緊張によりバリーに同行を求める。2人が入ると、体育館が空っぽであることに気付く。ホーキンス校長はPTAが街の向こうで別のプロムを開催し、州検事の求めに応じて開催されたこの体育館のプロムはエマだけのためのものだったとして必死に問題解決しようとする。ディー・ディーはこの偽プロムで自分の体面が傷つくと慌て、ホーキンス校長は怒る。エマはアリッサに電話し、アリッサは別のプロムのことは何も知らないと語る。エマはアリッサに一緒にいてほしいと語るが、アリッサは断る。落胆したエマは体育館を飛び出し、俳優たちに帰ってほしいと語る。

### 第2幕
偽プロムの後、報道はますます過熱する。俳優たちはエマに立ち上がり立ち向かうべきだと励ますが、エマは臆する。アンジーはエマにボブ・フォッシーや『シカゴ』オリジナル・プロダクションについて話しながらジャズについて語る("Zazz")。ホーキンス校長に自己中心的と怒られたディー・ディーが戻ってくる。ディー・ディーはホーキンス校長のお気に入りの曲を歌い、他の人のことも考えると誓う("The Lady's Improving")。小さな街で育ったトレントは、自分なら生徒たちの心を変えられるかもしれないと考える。トレントは多くの生徒たちを前に、毎日生徒たちおよびその家族がいかに聖書の言葉に反しているか、いかに偽善的であるかを突きつける。トレントは「隣人を愛せよ」という言葉に従うべきだと語る("Love Thy Neighbor")。
アリッサはエマに、完璧な娘でなければいけないという母の圧力、父が去ったのは自分のせいにされていると語り、謝る。エマは謝罪を受け入れることができず、2人は別れる("Alyssa Greene")。俳優たちはエマにテレビ出演の機会を与えるが、エマはこれを断り、自分でなんとかすると語る。エマは自分の計画がうまくいき、皆のためのプロムを開催できると確信し、エマはバリーをプロムに誘い、結果的にバリーの夢を叶えることができる。バリーは大喜びでこれを受け入れ、過去にプロムに行けなかったことを思い出す("Barry Is Going to Prom")。エマは自身の悩みや受け入れられることへの憧れがありながら、自身に誇りを持ち、もう隠れないという弾き語りの動画をアップロードする。エマはこの地域だけでなく全国のLGBTQ+コミュニティの人々に感銘を与え、いかに助けられたか、エマを支持するコメントが書き込まれる("Unruly Heart")。動画が拡散され、俳優たちはエマや州内のLGBTQ+の生徒たちのための多様性を重視したプロムを計画する。俳優たちはエマにプロムに参加してほしいと願うが、学校には開催できるだけの資金がない。
俳優たちは全員寄付をし、ディー・ディーはアメリカン・エキスプレス・ブラック・カードを差し出す。PTAは新たなプロムに激怒するが、トレントが皆の心を変えるために尽力したおかげで、多様性を重視したプロムを支援する生徒の声が高まる。生徒たちはトレントにインディアナ州に残り、演劇の先生になってほしいと願う。アリッサは学校の前で母親にカミングアウトし、エマへの愛を打ち明ける。グリーン夫人はなかなか受け入れることができなかったが、バリーが踏み込んで、もしアリッサを受け入れなければアリッサを失うことになると語る。グリーン夫人は落胆するが、娘のことを徐々に受け入れ始める。PTAは引き下がり、すぐに新たなプロムの開催に取り掛かり、ディー・ディーとバリーは何をもって成功とするのか考える。学校はより多様性を重視したプロムを開催し、ジェイムズ・マディソン高校のストレートのカップルと共に地域のLGBTQ+のカップルたちが参加する。エマとアリッサは共にダンスをし、キスを交わす("It's Time to Dance")。

## ミュージカル・ナンバー
| 第1幕 - "Changing Lives" - D.D.アレン、バリー、カンパニー - "Changing Lives" (Reprise) - D.D.アレン、バリー、アンジー、トレント - "Just Breathe" - エマ - "It's Not About Me" - D.D.アレン、バリー、アンジー、トレント、カンパニー - "Dance with You" - エマ、アリッサ - "The Acceptance Song" - D.D.アレン、バリー、アンジー、トレント、カンパニー - "You Happened" - エマ、アリッサ、カンパニー - "We Look to You" - ホーキンス - "Tonight Belongs to You" - バリー、エマ、アリッサの母、カンパニー | 第2幕 - Entr'acte - オーケストラ - "Zazz" - アンジー、エマ - "The Lady's Improving" - D.D.アレン - "Love Thy Neighbor" - トレント、カンパニー - "Alyssa Greene" - アリッサ - "Barry Is Going to Prom" - バリー - "Unruly Heart" - エマ、カンパニー - "It's Time to Dance" - エマ、アリッサ、カンパニー |

### レコーディング
2018年12月14日、オリジナル・ブロードウェイ・キャスト・レコーディングがデジタル配信され、2019年1月11日にCDがリリースされた。

## 主要登場人物
- バリー・グリックマン：人気凋落気味のブロードウェイスター。人気回復をはかろうとしてインディアナ州にやってくる。
- D.D.アレン ：人気凋落気味のブロードウェイスター。バリーと共にインディアナ州にやってくる。
- エマ：インディアナ州に住む高校生。アリッサとプロムに行きたいが、周囲の賛同が得られない。
- アリッサ：エマの彼女
- トレント・オリバー：俳優。ジュリアードを出たもののパっとしない。
- アンジー・ディクソン：ブロードウェイの女優。２０年間シカゴのアンサンブルをやっていた。
- ホーキンス校長：エマとアリッサが通う高校の校長

## 登場人物および出演者
| 役名                     | アトランタ (2016年)          | ブロードウェイ (2018年)      | 全米ツアー (2021年)      | TBS赤坂ACTシアター (2021年)                   |
| ------------------------ | ---------------------------- | ---------------------------- | ------------------------ | --------------------------------------------- |
| エマ・ノラン             | ケイトリン・キヌネン         | ケイトリン・キヌネン         | ケイデン・キーニー       | 葵わかな                                      |
| ディー・ディー・アレン   | ベス・リーヴェル             | ベス・リーヴェル             | コートニー・バラン       | 大黒摩季 草刈民代 保坂知寿                    |
| バリー・グリックマン     | ブルックス・アシュマンスカス | ブルックス・アシュマンスカス | パトリック・ウェッツェル | 岸谷五朗                                      |
| アリッサ・グリーン       | アナ・グレイス・バーロウ     | イザベル・マッカラ           | ケイリン・ウェスト       | 三吉彩花                                      |
| トレント・オリヴァー     | クリストファー・シーバー     | クリストファー・シーバー     | バド・ウェバー           | 寺脇康文                                      |
| アンジー・ディッキンソン | アンジー・シュウォラー       | アンジー・シュウォラー       | エミリー・ボロメオ       | 霧矢大夢                                      |
| トム・ホーキンス         | マーティン・モラン           | マイケル・ポッツ             | シンクレア・ミッチェル   | 佐賀龍彦(LE VELVETS) TAKE(Skoop On Somebody ) |
| グリーン夫人             | コートニー・コリンズ         | コートニー・コリンズ         | アシャンティ・ジャリア   |                                               |
| シェルドン・サパスタイン | ジョシュ・ラモン             | ジョシュ・ラモン             | シェイヴィ・ブラウン     |                                               |

## 派生作品

### 映画
2019年4月9日、映画監督でテレビ界の重鎮のライアン・マーフィーが開催したチャリティ・ショーにて、Netflixでの映画化の意向を発表した。インタビューにおいて、マーフィーは2019年12月に映画製作を始め、迅速に進める意向を明らかにした。2020年秋にストリーミングで配信される予定となった。2019年6月25日、メリル・ストリープ、ニコール・キッドマン、ジェームズ・コーデン、アンドリュー・ラネルズ、キーガン＝マイケル・キー、オークワフィナが出演する予定であると報じられた。2019年11月1日、アリアナ・デボーズがアリッサ役を演じることが発表された。2019年11月25日、新人のジョー・エレン・ペルマンが主人公のエマ・ノラン役に配役されたことが発表された。2020年1月25日、オークワフィナは自身の番組『Awkwafina Is Nora from Queens』で多忙なため、代わりにケヴィン・チャンバーリンがシェルドン・サパースタイン役を演じることになり、当初の役の性別通りに戻った。

### 小説化
2019年9月10日、ペンギン・ヤング・リーダーズのバイキング・チルドレンズ・ブックスからこのミュージカルを基にしたヤングアダルト小説がリリースされた。サンドラ・ミッチェルが執筆し、ミュージカルの制作者と共に小説化した。

## その他
2018年、メイシーズ・サンクスギヴィング・デイ・パレードで本作の「"Time to Dance"」のパフォーマンスにおいて、出演者のケイトリン・キヌネンとイザベル・マッカラのキスシーンが、パレードの放送史においてLGBTQ初のキスシーンとして大いにメディアの注目を浴びた。
2019年8月3日、ロンゲイカー・シアターの公演後、本作のスクリプト・コーディネーターであるアーメル・ケイ・ハーパーと本作の音楽監督と仕事をしたばかりの歌手で女優のジョディ・ケイ・スミスが舞台上で同性結婚式をし、ブロードウェイ初の舞台上の結婚式となった。
2019年6月17日、ニューヨーク/ロンドンの上演権管理会社シアトリカル・ライツ・ワールドワイド(TRW)は本作の上演権を取得し、世界中にプロアマ問わず上演権を供与することを発表した。TRWが所有するブロードウェイおよびウェス・エンドの作品は『ジャージー・ボーイズ』、『スパマロット』、『アダムス・ファミリー』、『カラー・パープル』、『ミリオン・ダラー・カルテット』などである。

## 受賞歴

### ブロードウェイ・プロダクション
| 年   | 賞                                 | 部門                                   | ノミネート者                             | 結果       |
| ---- | ---------------------------------- | -------------------------------------- | ---------------------------------------- | ---------- |
| 2019 | トニー賞                           | ミュージカル作品賞                     | ミュージカル作品賞                       | ノミネート |
| 2019 | トニー賞                           | ミュージカル脚本賞                     | チャド・ベゲリン、ボブ・マーティン       | ノミネート |
| 2019 | トニー賞                           | オリジナル楽曲賞                       | チャド・ベゲリン、マシュー・スクラー     | ノミネート |
| 2019 | トニー賞                           | ミュージカル主演男優賞                 | ブルックス・アシュマンスカス             | ノミネート |
| 2019 | トニー賞                           | ミュージカル主演女優賞                 | ケイトリン・キヌネン                     | ノミネート |
| 2019 | トニー賞                           | ミュージカル主演女優賞                 | ベス・リーヴル                           | ノミネート |
| 2019 | トニー賞                           | ミュージカル演出賞                     | ケイシー・ニコロウ                       | ノミネート |
| 2019 | ドラマ・デスク・アワード           | ミュージカル作品賞                     | ミュージカル作品賞                       | 受賞       |
| 2019 | ドラマ・デスク・アワード           | ミュージカル脚本賞                     | チャド・ベゲリン、ボブ・マーティン       | ノミネート |
| 2019 | ドラマ・デスク・アワード           | 作詞賞                                 | チャド・ベゲリン                         | ノミネート |
| 2019 | ドラマ・デスク・アワード           | ミュージカル主演男優賞                 | ブルックス・アシュマンスカス             | ノミネート |
| 2019 | ドラマ・デスク・アワード           | ミュージカル主演女優賞                 | ベス・リーヴル                           | ノミネート |
| 2019 | アウター・クリティクス・サークル賞 | 新作ブロードウェイ・ミュージカル作品賞 | 新作ブロードウェイ・ミュージカル作品賞   | ノミネート |
| 2019 | アウター・クリティクス・サークル賞 | 新曲作曲賞                             | マシュー・スクラー、チャド・ベゲリン     | ノミネート |
| 2019 | アウター・クリティクス・サークル賞 | ミュージカル主演男優賞                 | ブルックス・アシュマンスカス             | ノミネート |
| 2019 | アウター・クリティクス・サークル賞 | ミュージカル主演女優賞                 | ベス・リーヴル                           | ノミネート |
| 2019 | ドラマ・リーグ・アワード           | ミュージカル・プロダクション賞         | ミュージカル・プロダクション賞           | ノミネート |
| 2019 | ドラマ・リーグ・アワード           | パフォーマンス賞                       | ブルックス・アシュマンスカス             | ノミネート |
| 2019 | ドラマ・リーグ・アワード           | パフォーマンス賞                       | ベス・リーヴル                           | ノミネート |
| 2019 | Broadway.com観客賞                 | 新作ミュージカル作品賞                 | 新作ミュージカル作品賞                   | ノミネート |
| 2019 | Broadway.com観客賞                 | ミュージカル主演女優賞                 | ケイトリン・キヌネン                     | ノミネート |
| 2019 | Broadway.com観客賞                 | ミュージカル主演女優賞                 | ベス・リーヴル                           | ノミネート |
| 2019 | Broadway.com観客賞                 | ファニー・パフォーマンス賞             | ベス・リーヴル                           | ノミネート |
| 2019 | Broadway.com観客賞                 | ファニー・パフォーマンス賞             | ブルックス・アシュマンスカス             | ノミネート |
| 2019 | Broadway.com観客賞                 | ディーヴァ・パフォーマンス賞           | ブルックス・アシュマンスカス             | ノミネート |
| 2019 | Broadway.com観客賞                 | ペア賞                                 | ケイトリン・キヌネン、イザベル・マッカラ | ノミネート |
| 2019 | Broadway.com観客賞                 | 新人女優賞                             | イザベル・マッカラ                       | ノミネート |
| 2019 | Broadway.com観客賞                 | 新曲賞                                 | "Dance With You"                         | ノミネート |